# Hiddeser Bent

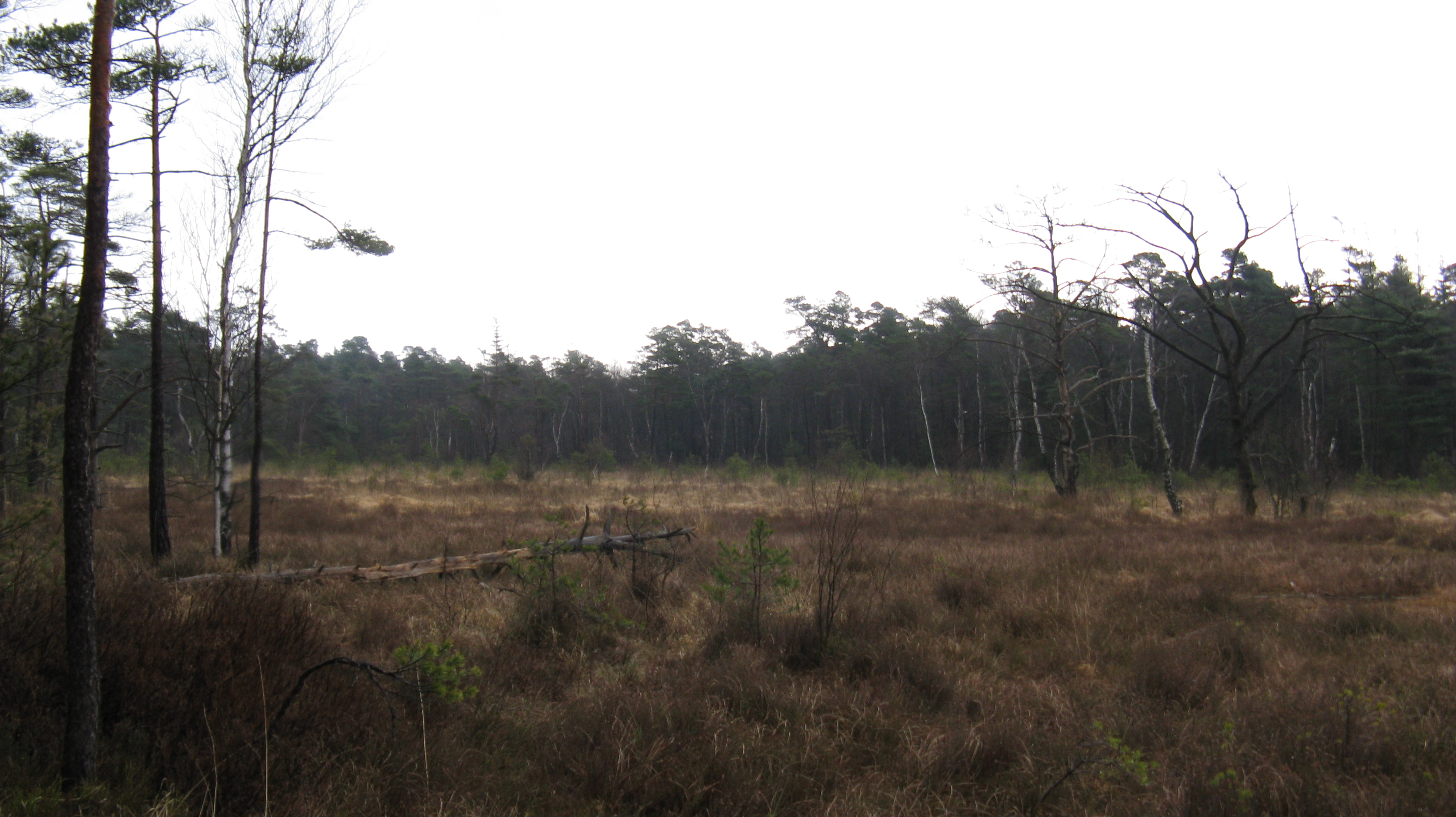
Blick über das Hiddeser Bent im März

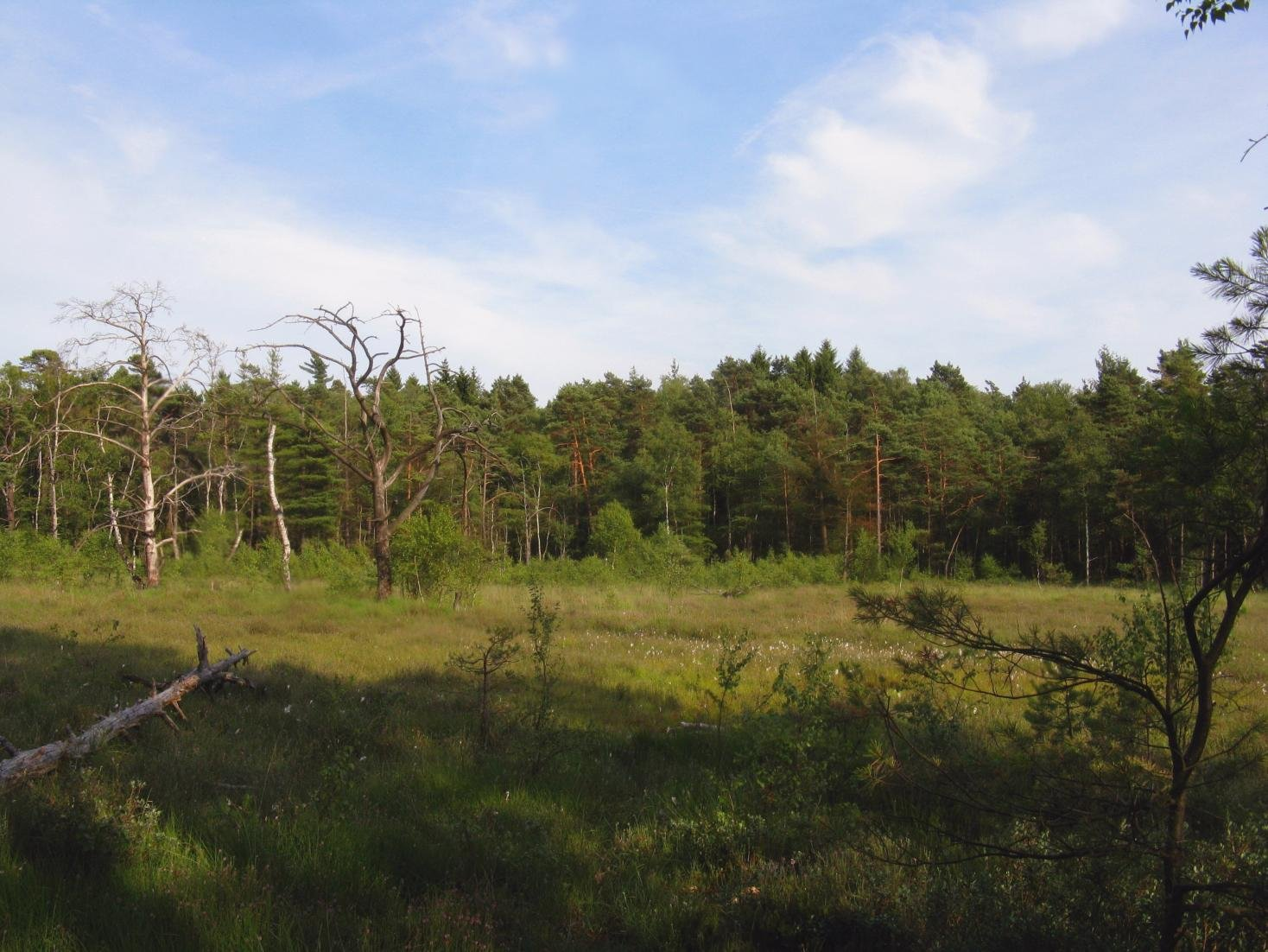
Das Hiddeser Bent im Sommer (Juli)

Das Hiddeser Bent ist ein Hochmoor im Nordosten des deutschen Bundeslandes Nordrhein-Westfalen und zugleich das letzte noch lebende Hangmoor des Teutoburger Waldes. Es befindet sich im Kreis Lippe westlich des Detmolder Stadtteils Hiddesen.
Der Begriff „Bent“ bedeutet so viel wie „torfhaltiges Moor“.

## Entstehung
Die Entstehung des Hochmoors in einer Senke am Fuße des Kahlen Ehbergs begann bereits um 7000 v. Chr. Durch den Steigungsregen am Teutoburger Wald und das Ansammeln von kalter Luft in der Senke herrscht dort ein kühl-feuchtes, aber gemäßigtes Klima, welches die Ansiedelung von Torfmoosen ermöglichte. Die Torfmoose gehören zu den moorbildenen Pflanzen, das heißt, sie bilden Torf. So entstand im Laufe der Zeit eine bis zu zwei Meter starke Torfschicht, die über einer nährstoffarmen Sandschicht über dem wasserstauenden Untergrund entstand.

## Geschichte
Da der Rohstoff Torf als Brennmaterial verwendet werden kann, wurde der Torf des Hiddeser Bent seit Beginn des 16. Jahrhunderts abgebaut und der Abbau mehrere Jahrzehnte lang intensiv aufrechterhalten. Angaben aus den Torfakten besagen, dass im Jahre 1824 17.000 m³ Torf gestochen wurden. Verbunden mit dieser Übernutzung war das Schrumpfen der Torfdecke und der Gesamtfläche des ursprünglichen Moorgebietes. Von der einstmals wesentlich größeren Fläche von 89 Hektar Mitte des 18. Jahrhunderts sind heute nur noch 2,6 Hektar offene Moorfläche verblieben. Außerdem entstanden so mehrere Meter breite, waagerechte Hangterrassen, die noch heute deutlich zu erkennen sind.
Als der Torfabbau beendet war und sich nicht mehr lohnte, begann man einen großen Bereich des Gebietes mit Kiefern und Fichten aufzuforsten.
Das Hiddeser Bent wurde bereits 1925 unter das damalige Heimatschutzgesetz gestellt und 1950 zusammen mit dem Donoperteich als eines der ersten Naturschutzgebiete des Kreises Lippe ausgewiesen. Das Naturschutzgebiet Donoper Teich–Hiddeser Bent hat eine Größe von 119 Hektar. Eine 108 Hektar große Fläche ist aufgrund ihrer europaweiten Bedeutung Fauna-Flora-Habitat-Gebiet.

## Flora und Fauna
Das Hiddeser Bent ist Lebensraum vieler hoch spezialisierter und stark gefährdeter Pflanzen und Tiere.
So leben dort verschiedene Libellenarten, darunter die Kleine Moosjungfer, die Schwarze Moorameise und viele hochmoor-typische Pflanzen wie Wollgräser mit ihren typischen weißen Wollschöpfen. Außerdem gedeiht dort die Glockenheide, ein immergrüner Zwergstrauch mit nadelförmigen Blättern, das Pfeifengras und der Sonnentau, eine Fleischfressende Pflanze. Hinzu kommen 14 verschiedene Torfmoosarten, die dort nachgewiesen werden konnten.

## Tourismus
Das Hiddeser Bent kann vom Hermannsweg aus erreicht werden. Neben diesem führen zahlreiche weitere Wanderwege dorthin. Der Besucher gelangt über einen Holzsteg zu einer Aussichtskanzel, von der aus man das gesamte Areal überblicken kann.